# Jenna Johnson
Jenna Johnson (11 settembre 1967) è un'ex nuotatrice statunitense.
Specializzata nella farfalla ha vinto la medaglia d'oro nella staffetta 4x100 m misti e l'argento nei 100 m farfalla ai Giochi olimpici di Los Angeles 1984.

## Palmarès
- Giochi olimpici

Los Angeles 1984: oro nella staffetta 4x100 m misti e argento nei 100 m farfalla.
- Mondiali

1986 - Madrid: argento nei 100 m sl e nelle staffette 4x100 m sl e 4x100 m misti.
- Giochi PanPacifici

1985 - Tokyo: oro nei 100 m sl e nella staffetta 4x100 m sl, argento nei 50 m sl.
1987 - Brisbane: oro nella staffetta 4x100 m sl, argento nei 100 m sl e bronzo nei 100 m farfalla.
1989 - Tokyo: oro nella staffetta 4x100 m misti e bronzo nei 100 m farfalla.